# تفسیر الباقر
تفسیر الباقر یا کتاب الباقر یا تفسیر ابوالجارود اثر تفسیری است که ابن ندیم به محمد باقر، امام پنجم شیعیان نسبت داده است. این کتاب در حقیقت مجموعه نقل‌قول‌هایی از محمد باقر است که توسط شاگردش ابوالجارود زیاد بن منذر نوشته‌شده‌است. نجاشی این تفسیر را در صدر فهرست اولین تفسیرها بر قرآن می‌آورد. سیدابن طاووس حداقل پنج قسمت از این کتاب را داشته و از آن نقل قول کرده‌است.

## مولف
اَبوالْجارود، از اصحاب باقرالعلوم و جعفر صادق در نیمه اول قرن دوم قمری و نیز بنیانگذار فرقه جارودیه بوده است. وی را گاهی منسوب به قبیله هَمْدان از تیره خارف دانسته اند. وی از اصحاب باقرالعلوم بوده است و احادیث زیادی از وی نقل کرده است اما گویا به سبب اندیشه های خاص و عدم پایبندی به تقیه از سوی باقرالعلوم طرد شده و به وی لقب سُرحُوب به معنای شیطان کور ساکن دریا داده شده است. جعفر صادق نیز وی را به جهت عقایدش مورد نکوهش قرار داده است. 
ابوالجارود در پی قیام زیدبن علی به وی می پیوندند گرچه بعضی از روایات درباره فعالیت او در قیام زید قابل اعتماد نیست و حتی احتمال خلط وی با یزید بن ابی زیاد وجود دارد. در کتاب بخاری که از اهل سنت می باشد آمده است که مرگِ ابوالجارود بین 150 تا 160ق بوده است.  

## روش شناسی
کتابی مدونی از تفسیر ابوالجارود وجود ندارد. نخستین اشاره به این تفسیر گفته ابن ندیم در الفهرست است. مولفانی اواخر قرن سوم یا چهارم به نقل از وی عبارت هایی را آورده اند نیز تصریح نکرده اند که از کتاب ابوالجارود نقل کرده اند. اکثر مطالب تفسیری منسوب به ابوالجارود برگرفته از تفسیر علی بن ابراهیم قمی است و حتی در بعضی موارد تمیز میان مطالب ابوالجارود و قمی سخت است، زیرا شاگرد قمی عبارت های آن دو را آمیخته با هم آورده است بدون آنکه اشاره ای به پایان نقل قول کند. گرچه در ابتدا به نقل قول ها اشاره می کند. 
در تفسیر ابوالجارود توجهی به لغت، نحو و بلاغت وجود ندارد. و برای توضیح کلمات غریب نزدیک ترین هم معنای آن ذکر شده است که دلالت بر قدمت روایات دارد که برای توضیح معانی غریب به شواهد معنایی و شعر استناد می کردند.

## دیدگاهها
ابن شهرآشوب می‌نویسد: «ابوالجارود دارای اصل و تفسیری از ابی جعفر است.». شیخ طوسی نیز مانند این سخن را آورده‌است.
آقا بزرگ تهرانی هم از تفسیر ابی الجارود نام می‌برد و در مورد آن می‌نویسد: «… ابوالجارود، اسمش زیاد بن منذر… و از اصحاب امامان سه‌گانه: [امام زین العابدین، باقر و صادق ] است و تفسیر وی تنها از امام باقر است که در ایام استقامت [سلامت اعتقادی] خود ازآن حضرت روایت کرده‌است.»

## وجود کتاب
اصل تفسیر به صورت مستقل در دسترس نیست اما بسیاری از روایات ابوالجارود را علی‌بن ابراهیم قمی در تفسیرش آورده‌است. مشکل این نقل از تفسیر این است که صرف‌نظر از موثق بودن یا نبودن ابوالجارود، راوی آن مجهول است و اتصال سند آن از ابوالجارود تا علی بن ابراهیم مشخص نیست.

## دیگر تفاسیر منسوب به باقر
تفسیر جابر الجعفی از دیگر تفاسیر منتسب به محمد باقر است. این تفسیر مشتمل بر روایات تفسیری است که به نقل از جابر بن یزید جعفی گردآوری شده است. همچنین عبدالعلی الاهوازی در تفسیر نورالثقلین که مشتمل بر 14000 تفسیر روائی است، احادیث زیادی در زمینه تفسیر قرآن از باقر روایت کرده است که بعد از احادیث پیامبر اسلام و جعفر صادق، رتبه سوم را از نظر تعداد به خود اختصاص داده است و سیزده درصد از احادیث این کتاب را شامل می شود.